# Grzegorz III Mammas
Grzegorz III Mammas, gr. Γρηγόριος Γ΄ Μαμμής, Grēgorios III Mammēs (ur. ok. 1400 w Konstantynopolu, zm. 1459 w Rzymie) – patriarcha Konstantynopola w latach 1443–1450. Teolog bizantyński, zwolennik unii florenckiej.

## Życiorys
Grzegorz pochodził z zamożnej rodziny bizantyńskiej, Melissenów, związanej z dworem Paleologów. W 1415 r. wstąpił do klasztoru w Konstantynopolu. W latach 1423–1428 był spowiednikiem cesarza Jana VIII Paleologa. Był uczestnikiem soboru ferraro-florenckiego (1438–1439) jako przedstawiciel patriarchy aleksandryjskiego Filoteusza. W Ferrarze początkowo występował przeciwko unii Kościołów łacińskiego i greckiego, jednak pod wpływem wystąpienia Bessariona przeciw antyunijnym poglądom Marka Eugenika i ujęty zachowaniem łacinników zgodził się przyjąć urząd głównego doradcy cesarza w sprawie pertraktacji unijnych. Podczas soboru florenckiego opowiadał się za jednością z Rzymem. Podpisanego traktatu unijnego bronił też po powrocie do Konstantynopola.
W 1443 r. po śmierci patriarchy Metrofana został wybrany jego następcą. Do śmierci cesarza w 1448 r. cieszył się jego pełnym poparciem, później jego wpływy zaczęły się zmniejszać. Jego prołacińskie stanowisko od początku budziło gwałtowny sprzeciw duchowieństwa konstantynopolitańskiego i mieszkańców stolicy. Atakowany, w 1450 r. opuścił Konstantynopol i 12 października przybył do Morei do portu Koroni. Kiedy i tam nie znalazł poparcia, w sierpniu 1451 r. udał się do Rzymu, gdzie został przyjęty przez papieża Mikołaja V. Nie zgodziwszy się na abdykację, Grzegorz III nadal w Rzymie posługiwał się tytułem patriarchy, po upadku Konstantynopola jako tytularny łaciński patriarcha Konstantynopola. Do 1453 r. papież w korespondencji z Bizancjum domagał się od cesarza Konstantyna XI przywrócenia Grzegorza III na stolicę patriarszą, czyniąc z tego jeden z warunków udzielenia przez Zachód pomocy Konstantynopolowi. W latach 1451–1459 Grzegorz III sprawował jurysdykcję nad terenami greckimi podległymi Wenecji utwierdzając w wierności Stolicy Apostolskiej nowo konsekrowanych biskupów obrządku wschodniego. Grzegorz III zmarł w Rzymie w 1459 r.

## Pisma
Grzegorz napisał Apologię (Apologia) przeciw Markowi Eugenikowi i kolejną Apologię, w której sprzeciwiał się jego antyłacińskiej encyklice. Dowodził w nich że ustalenia soboru ferraro-florenckiego są zgodne z nauczaniem Ojców Kościoła, stosując argumenty podobne do tych, jakich użył pod koniec XIII wieku patriarcha Jan XI Bekkos. Grzegorz jest też autorem pisma do cesarza Trapezuntu o rzymskim symbolu wiary, traktatu O przaśnym chlebie, w którym opowiada się za tym rodzajem chleba przy sprawowaniu Eucharystii, O władzy rzymskiego papieża, w którym głosi prymat papieża i zastanawia się nad warunkami elekcji po śmierci hierarchów kościelnych.